# مصطفى محمود العمري

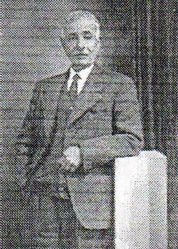

مصطفى محمود العمري (1894 - 10 سبتمبر 1960) هو رئيس وزراء العراق للفتره من (12 تموز 1952) إلى (23 تشرين الثاني 1952) ولد ونشأ في مدينة الموصل وانتقل إلى بغداد، وشغل عدة مناصب مهمة في الحكومات العراقية قبل أن يعهد إليه الوصي عبد الإله بتشكيل الحكومة في 12 تموز 1952م في المملكة العراقية إثر الانتفاضة العراقية في نفس السنة.

## ولادته ونشائته
ولد مصطفى العمري في مدينة موصل عام 1894م، وأنهى دراسته الابتدائية والثانوية فيها حتى أصبح معلما في إحدى مدارسها ثم سافر إلى بغداد سنة 1913م، وانضم إلى مدرسة الحقوق وعين في الوقت نفسه بمنصب كاتب في دائرة المعارف.

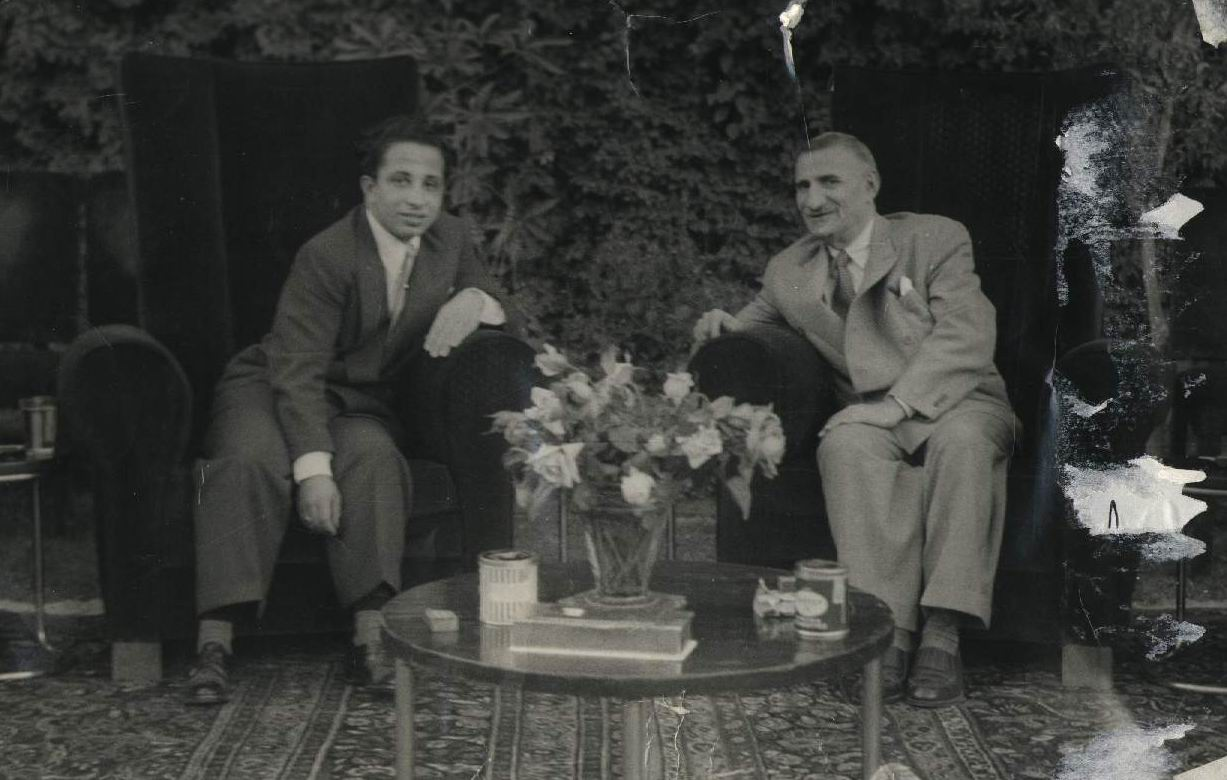

## انضمامه إلى الجيش
لم تمض سنة على تعيينه حتى نشبت الحرب العالمية الأولى سنة 1914م، فدعي إلى الخدمة العسكرية وأدخل دورة ضباط الاحتياط في أيلول 1914م، وتخرج فيها وألحق بالقوة المرابطة على الحدود الإيرانية، ورفّع إلى رتبة ملازم ثان احتياط سنة 1916م، واشترك مع قوات الجيش العثماني بالدفاع عن حدود بغداد في منطقة (سلمان باك) ثم جرُح اثناء (معركة الكوت 1916) حيث تقهقرت القوات البريطانية، وبعد تقدم الجيش البريطاني مرة أخرى نحو بغداد اسُر مصطفى العمري في مدينة العزيزية ونقل إلى الهند وبقي هناك حوالي ثلاث سنوات حتى أطلق سراحه سنة 1919l.

## بداياته السياسية
ساهم في الحركة الوطنية واشترك في جمعية العهد السرية بعد عودته من الهند. , عين مديرا للتحرير في وزارة الأوقاف ثم Hصبح معاون سكرتير وزارة الداخلية سنة 1921م، وأثناء عمله في وزارة الداخلية عين قائم مقام قلعة صالح سنة 1923م، وتنقل في مثل هذه المناصب حيث عين قائممقام تلعفر ثم مندلي، وبعد فترة خدمة في وزارة الداخلية استغرقت ست عشرة سنة تسلم كرسي الوزارة لأول مرة.

### المناصب التي شغلها
1. عضوا بمجلس الأعيان
2. وزيرا للداخلية للمرة الثانية في وزارة جميل المدفعي في 17 آب 1937
3. وزيرا للداخلية في حكومة جميل المدفعي الخامسة في 2 حزيران 1941
4. وزيرا للداخلية في حكومة حمدي الباجه جي في 4 حزيران 1944

### رئاسة الوزارة
عهد الوصي عبد الاله إلى مصطفى محمود العمري بتشكيل الوزارة في 12 تموز سنة 1952 وكان أعضاؤها على النحو التالي:
1. مصطفى محمود العمري رئيسا للوزراء، ووزيرا للداخلية بالوكالة.
2. ماجد مصطفى وزيرا للشؤون الاجتماعية.
3. عبد الجبار الجلبي وزيرا للزراعة.
4. عبد الله الدملوجي وزيرا للمعارف.
5. عبد المجيد علاوي وزيرا للمواصلات.
6. عبد الرحمن جودة وزيرا للصحة.
7. جمال بابان وزيرا للعدلية.
8. إبراهيم الشابندر وزيرا للمالية.
9. حسام الدين جمعة وزيرا للدفاع.
10. نديم الباجه جي وزيرا للأقتصاد.
11. محمد فاضل الجمالي وزيرا للخارجية.

ورغم ان الوزارة لم تدُم سوى أشهر معدودة، إلا أن أغلب أيامها لم تعرف الاستقرار، حيث سادتها الفوضى والاضطرابات والاحتجاجات وقدمت الحكومة استقالتها في أواخر تشرين الثاني سنة 1952.

## وفاته
توفى مصطفى العمري في 10 أيلول 1960 بمدينة لندن، بسبب مضاعفات مرض السكري، ونقل جثمانه بالطائرة إلى بغداد ثم إلى مدينة الموصل ودفُن في إحدى مقابرها.